# Стежару (Телеорман)
Стежару (рум. Stejaru) — село у повіті Телеорман в Румунії. Адміністративний центр комуни Стежару.
Село розташоване на відстані 100 км на захід від Бухареста, 43 км на північний захід від Александрії, 86 км на схід від Крайови.

## Населення
За даними перепису населення 2002 року у селі проживали 954 особи, з них 950 осіб (99,6%) румунів. Рідною мовою 953 особи (99,9%) назвали румунську.